# 28 Days
I 28 Days sono un gruppo punk rock di Frankston, Australia. Il gruppo ha raggiunto il 1º posto con l'album Upstyledown nella classifica australiana di ARIAnet Albums Chart ed il 12° col singolo Rip It Up sulla ARIAnet Singles Chart. Nello stesso periodo registrarono il video When Dickheads Snap con immagini del tour ed in generale della vita dei 28 Days. Passarono un pessimo periodo quando morì il batterista Scott Murray nel 2001, e pubblicarono Say What?, collaborando con Apollo 440. In seguito pubblicarono Upstyledown e Stealing Chairs col batterista Vinnie Jukic. Nel 2004 pubblicarono il nuovo singolo Like I Do (con alla batteria Matt Bray), estrapolato dall'album Extremist Makeover.
Nel febbraio del 2006 pubblicano l'EP When Dickheads Snap 3, pubblicato in un numero di copie limitato.

## Formazione

### Formazione attuale
- Jay Dunne - voce
- Simon Hepburn - chitarra
- Damian Gardiner - basso
- Adrian Griffin - batteria

### Ex componenti
- Jedi Master Jay - batteria

## Discografia

### Album
- 1998 - 28 Days
- 2000 - Upstyledown
- 2002 - Stealing Chairs
- 2004 - Extremist Makeover
- 2007 - 10 Years of Cheap Fame

### Singoli
- Ball of Hate (7")
- 1998 - Sand
- 2000 - Rip It Up
- 2000 - Goodbye
- 2000 - Song For Jasmine
- 2001 - Say What? (con Apollo 440)
- 2002 - Take Me Away
- 2002 - What's The Deal?
- 2004 - Like I Do
- 2004 - Use It
- 2005 - Birthday

### EP
- Uzumaki/28 Days Split
- Sommerset/28 Days Split
- 1999 - Kid Indestructible
- 2000 - Here We Go"/"Sucker
- 2006 - Bring 'Em Back